# 弗兰肯的埃贝哈德
埃贝哈德三世（Eberhard of Franconia或Eberhard III，约885年—939年10月2日），出自康拉丁家族，918年从兄长康拉德一世继承了弗蘭肯公爵的头衔。926年—928年还曾代管洛林公国。

## 生平
埃贝哈德是年長者康拉德和妻子丽斯穆特的次子。其母丽斯穆特死于924年，很有可能是卡洛林王朝的东法兰克国王阿努尔夫的私生女。康拉丁家族以弗兰肯公国的拉恩高地区为根据地，一直效忠卡洛林王室。另一方面，他们跟以班贝格的巴本堡城堡为据点的巴本堡公爵弗蘭肯的亨利的儿子们围绕着弗兰肯的主导权摩擦不断。906年，双方在弗里茨拉尔开战，在战斗中年长者康拉德战死， 巴本堡的三兄弟中也有两人战死。争斗最终以康拉丁家族的胜利告终。当时的国王童子路易支持康拉丁家族，令年幼者康拉德（后来的康拉德一世）成为了整个弗兰肯公国无可争议的公爵。
911年童子路易去世以后，萨克森、士瓦本和巴伐利亚贵族推选幼者康拉德为新一任的东法兰克国王。在其兄长临朝期间，埃贝哈德的头衔越来越多：913年成为弗兰肯地区海森高和珀斯高的伯爵，913年和928年还兼任上拉恩高伯爵。在康拉德一世和巴伐利亚公爵阿努尔夫以及萨克森公爵亨利（后来的捕鸟者亨利）的斗争中，埃贝哈德支持他的兄长。914年就任弗兰肯某边境伯爵，然而却不得不坐视已故圖林根公爵伯查德的领地被亨利侵吞。 
918年12月康拉德一世在福希海姆去世之际召集日耳曼领主们安排继任者。根据编年史作者科维的维杜金德记载，国王劝说自己的兄弟放弃对日耳曼王冠的野心，而敦促选侯们选择他曾经的对手，奥托家族的捕鸟者亨利，为下一任国王。埃贝哈德被故意安排于919年5月在弗里茨拉尔的帝国议会中亲手把皇室信物转交给亨利。康拉德认为只有这样才能终结萨克森人和法兰克人长期以来的对立，避免帝国解体为一系列的部落公国。
埃贝哈德之后继任了兄长的弗兰肯公爵头衔，并效忠于新任国王亨利一世。在亨利最终解决掉惹事不断的洛林公爵以后，926年推荐埃贝哈德为洛林公国摄政。埃贝哈德迅速平定了洛林。928年亨利把洛林转封给了自己的女儿格貝爾加的丈夫吉塞尔伯特。
亨利一世死后，其子奥托一世旨在加强中央集权，不久就与埃贝哈德产生了尖锐的对立。937年，由于位于弗兰肯-萨克森边境的派克岑附近的萨克森黑门城堡城主拒绝向任何非萨克森人效忠，埃贝哈德派兵将其包围。国王将冲突双方召至马格德堡的朝廷，裁决埃贝哈德缴纳一笔罚款，而负责包围的军官们将抬死狗示众——这在当时是一种侮辱性的惩罚。埃贝哈德被激怒了，于938年参加了针对奥托的叛乱。其他乱党包括：奥托同父异母的兄弟坦克瑪，以及老公爵阿努尔夫的儿子巴伐利亚公爵埃贝哈德。叛乱很快就被镇压，坦克玛在愛瑞斯堡的城堡中被刺杀，巴伐利亚的埃贝哈德退位，由叔父贝特霍尔德继任巴伐利亚公爵。
弗兰肯的埃贝哈德与奥托的和平只维持了很短的时间，他最后与洛林公爵吉塞尔伯特、美因茨大主教弗里德里克以及奥托的弟弟亨利勾结，再次发动叛乱。联军对奥托的统治构成了严重威胁，然而在939年10月2日的安德纳赫之战中联军战败。埃贝哈德在此战中战死，杀死他的据说是同属康拉丁家族的韋特勞伯爵奧多。弗兰肯公国自此被纳入王国的直属领地，直到1039年公国解体为一系列小邦。